# Earl Hines

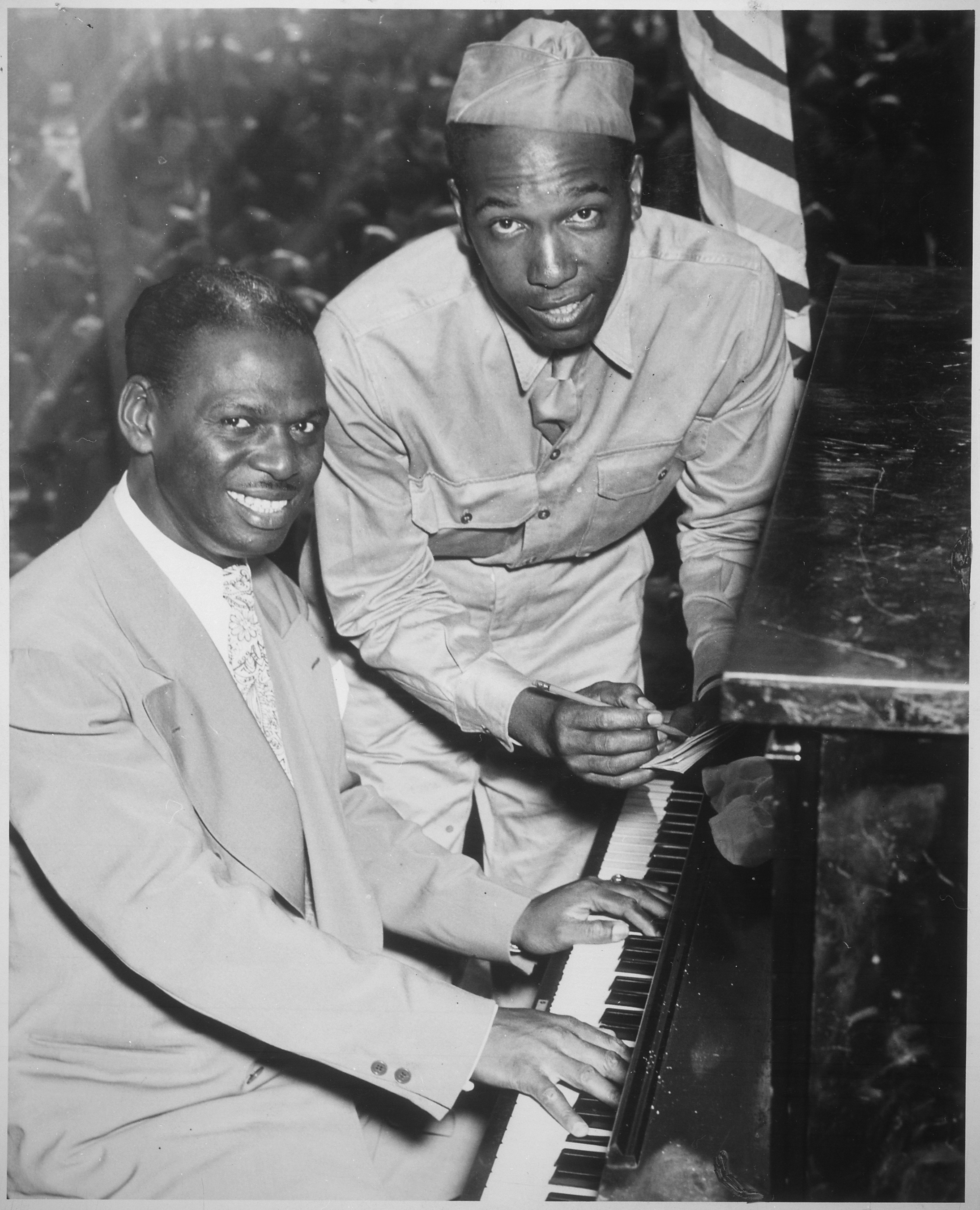
Earl Hines am Klavier während des Zweiten Weltkriegs

Earl Kenneth „Fatha“ Hines (* 28. Dezember 1903 in Duquesne, Pennsylvania; † 22. April 1983 in Oakland, Kalifornien) war ein US-amerikanischer Jazz-Pianist und Bandleader.

## Leben
Hines’ Vater spielte als Trompeter in der Eureka Brass Band, seine Mutter war Organistin. Hines lernte zunächst Kornett, wechselte dann aber zum Piano, auf dem er ab 1914 in Pittsburgh privaten Unterricht erhielt. Er spielte bald in Clubs. 1922 zog er nach Chicago. 1926 wurde er Mitglied der Band von Carroll Dickerson. Hier traf er auf den von ihm sehr bewunderten Louis Armstrong, mit dem zusammen er im Jahre 1928 zwei Meilensteine der Jazzgeschichte aufnahm: „West End Blues“ und „Weather Bird“. Daneben war er bei Sammy Stewart und bei Jimmy Noone tätig. Seine ersten Soloaufnahmen entstanden 1928 für QRS und Okeh Records, darunter „Fifty-Seven Varieties.“

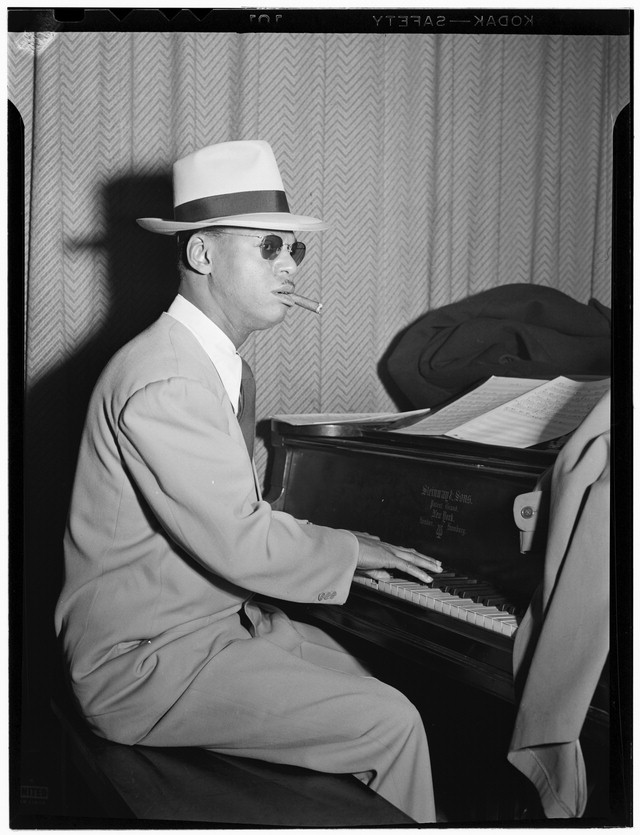
Earl Hines 1947.
Fotografie von William P. Gottlieb.

Von 1928 bis 1947 hatte er eine eigene Band, die er bald auf das Bigbandformat erweiterte. Als Bandleader hatte er in den 1930er Jahren führende Jazzmusiker unter Vertrag wie Darnell Howard, Trummy Young oder Freddy Webster. Mit seinem Sextett machte er Aufnahmen mit Ray Nance, Johnny Hodges, Flip Phillips, Oscar Pettiford und Sängern wie Sarah Vaughan oder Johnny Hartman. 1940 gelang ihm ein letzter Charts-Hit mit „It Had to Be You“. Zu Anfang der 1940er Jahre spielten in seiner Band Dizzy Gillespie, Charlie Parker oder Billy Eckstine. Hierdurch gelangte Hines’ Band zu dem Ruf, eine Wiege des Bebop gewesen zu sein.
1948 bis 1951 spielte er in Armstrongs All Stars Band. Anschließend arbeitete er an der Westküste und ging 1957 mit Jack Teagarden auf Europatournee. Ab 1964 hatte er mit einer Reihe von Solokonzerten ein Comeback. Er arbeitete mit Budd Johnson im Trio oder Quartett und wurde durch einige Tourneen weltweit bekannt. 1965 wählten ihn die Kritiker in die Down Beat Hall of Fame.
Mit Hines wird der sogenannte trumpet style (Trompetenstil-Pianisten) verbunden, mit dem er Armstrongs Spielweise auf dem Klavier wiedergab. Hierdurch gilt er als Wegbereiter des Swing-Pianostils, den Teddy Wilson vervollkommnete. Earl Hines hatte großen Einfluss auf die Entwicklung des Jazzpianos und gilt als einer der herausragenden Interpreten auf diesem Instrument. Sein Stil stellt ein wichtiges Bindeglied zwischen traditionellem und modernem Jazz dar. Er probierte auch neue Klangfarben aus. Bereits am 26. Februar 1940 setzte er ein elektrisches Storytone-Piano ein, um Body and Soul und Child of a Disordered Brain einzuspielen.

## Diskografie

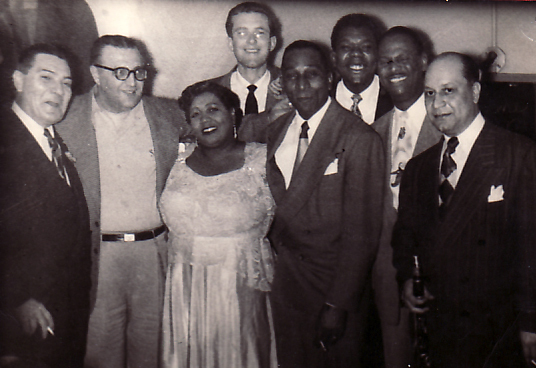
Von links: Jack Teagarden, Sandy DeSantis, Velma Middleton, Fraser MacPherson, Cozy Cole, Arvell Shaw, Earl Hines, Barney Bigard. Im Palomar Supper Club, 17. März 1951.

Diskografische Hinweise (Auswahl nach The Penguin Guide to Jazz)
- Classic Earl Hines Sessions 1928-1943 (Mosaic Records)
- Earl Hines Plays Duke Ellington (New World, 1971–75) – solo
- Earl Hines Plays Duke Ellington Vol. 2 (New World, 1972–75) – solo
- Earl Hines Plays Cole Porter (New World, 1974)
- Hot Sonatas (Chiaroscuro) with Joe Venuti
- In New Orleans (Chiaroscuro – 1977) – solo
- Master of Jazz Vol. 2 (Storyville 1974, ed. 1984)
- Four Jazz Giants (Solo Art 1997, Kompilation der LPs My Tribute to Louis, Hines Does Hoagy, Hines Comes in Handy von 1971)